# Trung tâm Thể thao Thành Đô
Trung tâm Thể thao Thành Đô (tiếng Trung: 成都市体育中心) hay Trung tâm Thể thao Tỉnh Tứ Xuyên (tiếng Trung: 四川省体育中心) là một khu liên hợp thể thao ở Thành Đô, Trung Quốc. Khu liên hợp bao gồm một sân vận động đa năng được sử dụng chủ yếu cho các trận đấu bóng đá.
Sân vận động có sức chứa 39.225 người và được khánh thành vào ngày 28 tháng 12 năm 1991. Đây là sân nhà của Thành Đô Thiên Thành, một câu lạc bộ bóng đá hiện đang thi đấu tại Giải bóng đá hạng nhất Trung Quốc.
Đây là một trong những địa điểm tổ chức các trận đấu vòng bảng của Giải vô địch bóng đá nữ thế giới 2007. Sân đã tổ chức tổng cộng 6 trận đấu tại giải đấu này.
Sân vận động cũng tổ chức các buổi hòa nhạc. Các sự kiện bao gồm chuyến lưu diễn Best Damn Tour của ca sĩ Canada Avril Lavigne vào ngày 30 tháng 9 năm 2008, đánh dấu lần đầu tiên một nghệ sĩ phương Tây biểu diễn tại sân vận động này. Nhóm nhạc nam K-pop Big Bang đã biểu diễn trước 30.000 người hâm mộ tại đây vào ngày 14 tháng 8 năm 2015, trong khuôn khổ chuyến lưu diễn Made World Tour. Vào ngày 12 tháng 10 năm 2014, Mariah Carey đã biểu diễn tại sân trong khuôn khổ The Elusive Chanteuse Show Tour.